# NGC 7502
NGC 7502 est une paire d'étoiles située dans la constellation du Verseau,. L'astronome américain Frank Müller a enregistré la position de celle-ci en 1886.